# Clubiona lutescens
Clubiona lutescens este o specie de păianjeni din genul Clubiona, familia Clubionidae, descrisă de Westring, 1851. Conform Catalogue of Life specia Clubiona lutescens nu are subspecii cunoscute.